# Falls County
Falls County je okres ve státě Texas v USA. K roku 2010 zde žilo 17 866 obyvatel. Správním městem okresu je Marlin. Celková rozloha okresu činí 2 018 km².